# Herbert Buchholz
Herbert Buchholz (* 28. Januar 1895 in Bromberg, Westpreußen; † 24. September 1971 in Emmendingen) war ein deutscher Elektroingenieur.

## Leben
Buchholz besuchte in Berlin die Oberrealschule und bestand 1914 die Reifeprüfung. Nach seiner Teilnahme am Ersten Weltkrieg studierte er von 1919 bis 1923 an der Technischen Hochschule Charlottenburg Elektrotechnik, Physik und Mathematik. Seit 1919 gehörte er der Berliner Burschenschaft Teutonia an. 1927 promovierte er mit Auszeichnung und habilitierte sich 1935 in dem Fachgebiet Theoretische Elektrotechnik.
Von 1923 bis 1944 stand er als Berater im Dienste der Studiengesellschaft für Höchstspannungsanlagen und der AEG. 1944/45 war er Leiter des nach Heidelberg verlegten mathematischen Büros für fernsteuerungstechnische Forschung der AEG, an dem unter anderem wissenschaftliche Untersuchungen über Ultrakurzwellen und Hohlleiter durchgeführt wurden.
Anfang 1945 wurden er und Heinz Haber von Dekan Weber umhabilitiert. Von 1945 bis 1947 war er Lehrbeauftragter für Mathematik in Heidelberg, Mannheim und Darmstadt. 1957 wurde er außerordentlicher Professor für Theoretische Elektrotechnik an der Technischen Hochschule Darmstadt, und 1962 ordentlicher Professor. In über achtzig Publikationen hat er die Theorie der Wellenleiter entwickelt.

## Schriften
- Berechnung der Reaktanzspulen mit offenem Eisenkern; (Mitteilung der Beratungsstelle der AEG) 1931 doi:10.1007/BF01657190
- Integral- und Reihendarstellungen für die verschiedenen Wellentypen der mathematischen Physik in den Koordinaten des Rotationsparaboloids;
- Die hochfrequente Wirbelströmung im kreiszylindrischen Schirmleiter verdrillter Leiterpaare; In: Electrical Engineering, Band 31, Nr. 8, S. 507–523, doi:10.1007/BF01657544
- Elektrische Strömungsfelder mit Schraubenstruktur; ENT Bd. 14 (1937), S. 264
- Approximation Formulae for a wellknown Difference of Products of Two Cylinder Functions; Phil. Mag. Secr. 7, Bd. 27 (1939), S. 407
- Die Lösung von Aufgaben über die Erwärmung fester Körper durch innere Wärmequellen bei eindimensionalem Wärmestrom mittels der komplexen Integration. In: Electrical Engineering. Band 28, Nr. 2, Februar 1934 doi:10.1007/BF01656802.
- Die konfluente hypergeometrische Funktion mit besonderer Berücksichtigung ihrer Bedeutung für die Integration der Wellengleichung in den Koordinaten eines Rotationsparaboloides. In: ZAMM – Zeitschrift für Angewandte Mathematik und Mechanik. 23, 1943, S. 47–58, doi:10.1002/zamm.19430230106.
- Die zweidimensionale Wärmeströmung des Beharrungszustandes im rechteckigen Querschnitt geblätterter Eisenkörper bei flächenhaft, unstetig oder stetig verteilten Wärmequellen. In: ZAMM – Zeitschrift für Angewandte Mathematik und Mechanik. 14, 1934, S. 285–294, doi:10.1002/zamm.19340140505.
- Die konfluente hypergeometrische Funktion, mit besonderer Berücksichtigung ihrer Anwendungen. Springer, 1953 (engl. Ausgabe: The confluent hypergeometric function: with special emphasis on its applications. Springer, 1963, translated by H. Lichtblau and K. Wetzel)
- Elektrische und magnetische Potentialfelder. Springer, 1957
- Untersuchungen über die Wärmeverluste, die magnetische Energie und das Induktionsgesetz bei Mehrfachleitersystemen unt. Berücks. d. Einflusses d. Erde. In: Archiv für Elektrotechnik. Springer, Berlin 1928
- Die Ausbreitung der Schallwellen in einem Horn von der Gestalt eines Rotationsparaboloides bei Anregung durch eine im Brennpunkt befindliche punktförmige Schallquelle; In Annalen der Physik 1942, Band 434[4]